# Cordia ehretioides
Cordia ehretioides är en strävbladig växtart som beskrevs av Peter Good. Cordia ehretioides ingår i släktet Cordia, och familjen strävbladiga växter. Inga underarter finns listade i Catalogue of Life.